# Dangin Tukadaya
Dangin Tukadaya is een bestuurslaag in het regentschap Jembrana van de provincie Bali, Indonesië. Dangin Tukadaya telt 4649 inwoners (volkstelling 2010).